# Língua cubeo
A língua kubeo (ou cubeo) é uma língua falada pelo povo cubeo, que habita principalmente as margens dos rios Cuduyari e Querarí, no departamento de Vaupés, na Colômbia. Além dessa região, o kubeo é também falado em algumas áreas do no Noroeste do Amazonas, no Brasil.
O kubeo é classificado dentro da família das línguas tukano, a qual é bastante diversificada e abrange diversas línguas da Amazônia. Ao longo do tempo, a língua integrou inúmeras palavras dos idiomas macus (ou nadahupes), como o tukano, e absorveu influências gramaticais de línguas aruaques, faladas nas regiões adjacentes. 
Na gramática, a língua segue a ordem SOV (Sujeito-Objeto-Verbo), uma estrutura comum em diversas línguas indígenas da América do Sul. Nesse padrão, o sujeito aparece primeiro na frase, seguido pelo objeto e, por último, o verbo. Embora a língua permita alguma variação na ordem das palavras dependendo do contexto e da ênfase, a sequência SOV é a mais característica.

## Etimologia
Os kubeo, diferentemente de muitos grupos étnicos de Vaupés, não possuem um etnônimo próprio. O termo exônimo kubeo foi atribuído por pessoas de fora para designar todos os falantes da língua kubeo, e é também usado pelos próprios kubeo quando se referem ao mundo exterior. Dentro de sua sociedade, no entanto, eles se identificam por nomes de parentes ou clãs.
De acordo com Koch-Grünberg (2005 [1909]), kubeo pode derivar da expressão ki-be-wi, que significa "não existe". Ainda segundo ele, essa frase provavelmente foi repetida para comerciantes portugueses e nativos em língua geral amazônica, sendo posteriormente adaptada ao português e ao espanhol. 
Um outro termo, já endônimo, utilizado é pamiwa, que, em um sentido mais restrito, se refere aos membros de uma frátria, um grupo social composto por várias famílias ou clãs que compartilham um ancestral comum, formando uma unidade de parentesco ampliada em algumas culturas indígenas. Porém pode também abranger todos os povos de língua kubeo (o povo que fala pamie ou pami kamu, "língua kubeo"). Além disso, pamiwa pode se referir, de maneira mais geral, a qualquer coisa indígena ou não branca. 

## Distribuição
A língua kubeo é falada no noroeste da Bacia Amazônica, dividida por Brasil e Colômbia. Os cubeos vivem principalmente ao longo dos rios Vaupés, Cuduyarí e Querarí. A maior parte da população (cerca de 6.000 pessoas) está localizada no sudeste da Colômbia, no Departamento de Vaupés, enquanto outros 300 cubeos aproximadamente residem do lado oposto da fronteira, no Brasil. 

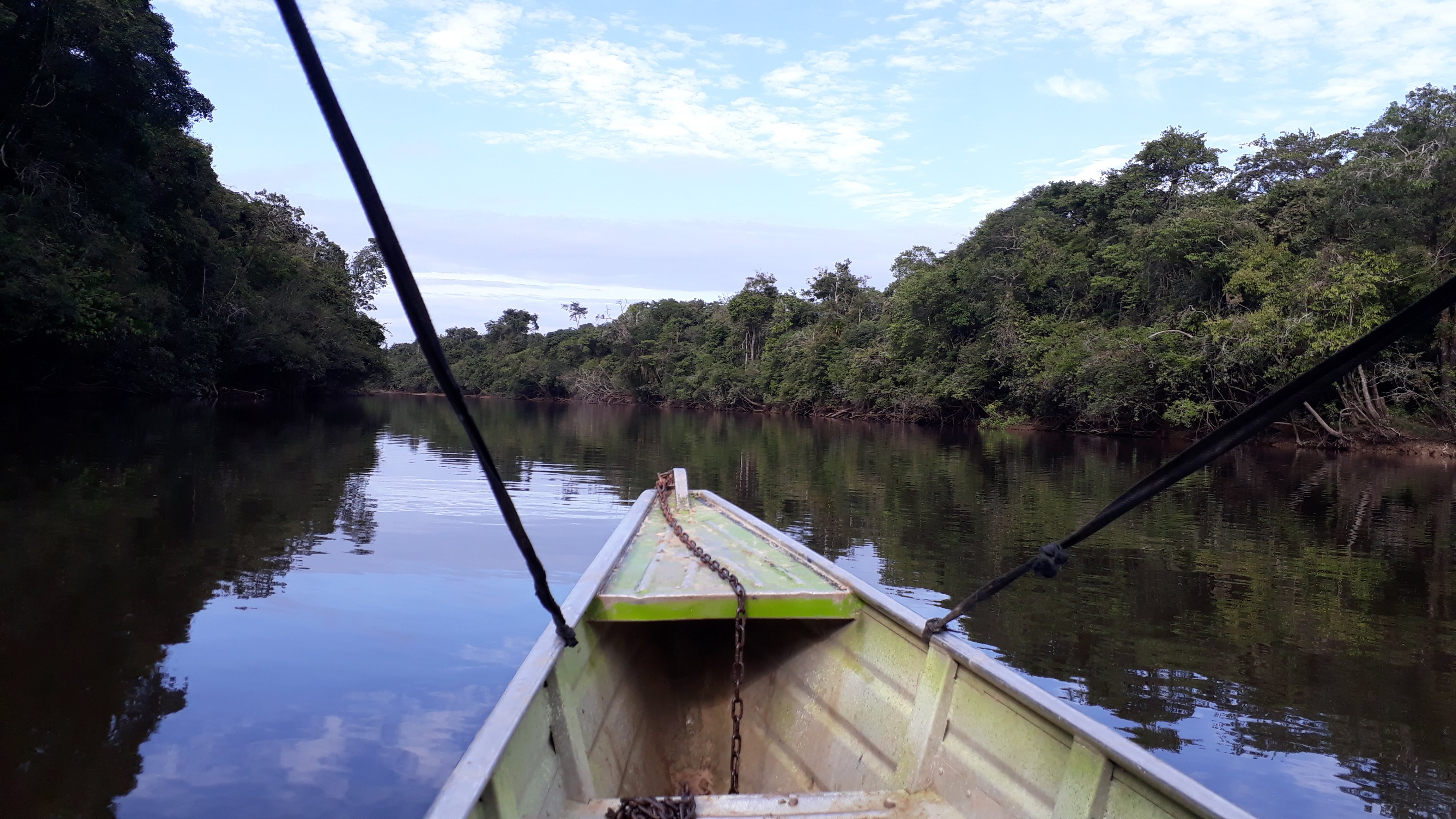
Autopista dos cubeos no Rio Cuduyari, Colômbia

A região onde os cubeos habitam é composta por uma vasta selva, com poucas interrupções de uma rede de rios que cortam a área. Embora exploradores tenham adentrado seu território desde o início do século XVI e os cubeos tenham tido contato com caçadores de borracha e outros grupos, a língua kubeo e muitas das suas tradições culturais permaneceram em grande parte preservadas até hoje. O povo, conhecido por seu modo de vida tradicional e pela preservação de seus costumes, se encontra em uma região remota, o que ajudou na preservação de sua identidade cultural. 
A maior aldeia cubeo, chamada Tapurucuara, localizada ao longo do rio Querarí, tem cerca de 300 habitantes. No entanto, a maioria das aldeias cubeas é formada por grupos menores, variando de 15 a 35 pessoas. Essas aldeias geralmente consistem em duas ou três casas situadas nas margens de um rio ou igarapé. As habitações, construídas de forma simples com materiais da região, são cercadas por uma natureza exuberante e intocada, que proporciona os recursos naturais essenciais para a sobrevivência do povo cubeo, como pesca e caça. Não foram provadas diásporas do povo cubeo nem diferentes dialetos da língua. 

### Línguas relacionadas
O kubeo pertence à família Tukano, que faz parte do subgrupo Tukano Oriental. Esta família linguística inclui várias línguas faladas por comunidades indígenas da bacia do rio Vaupés, na fronteira entre a Colômbia e o Brasil, como o Tukano, o Desano e o Kuna. A hipótese Tukanoide propõe uma relação genética entre essas línguas, que compartilham características gramaticais e fonológicas, como o uso de prefixos e sufixos para marcar tempo e aspecto. Apesar das semelhanças, cada língua mantém particularidades no vocabulário e na conjugação verbal, o que gera variações dialetais dentro da família, permitindo, porém, que as diferentes comunidades se compreendam em grande parte. 

## História
História do Povo

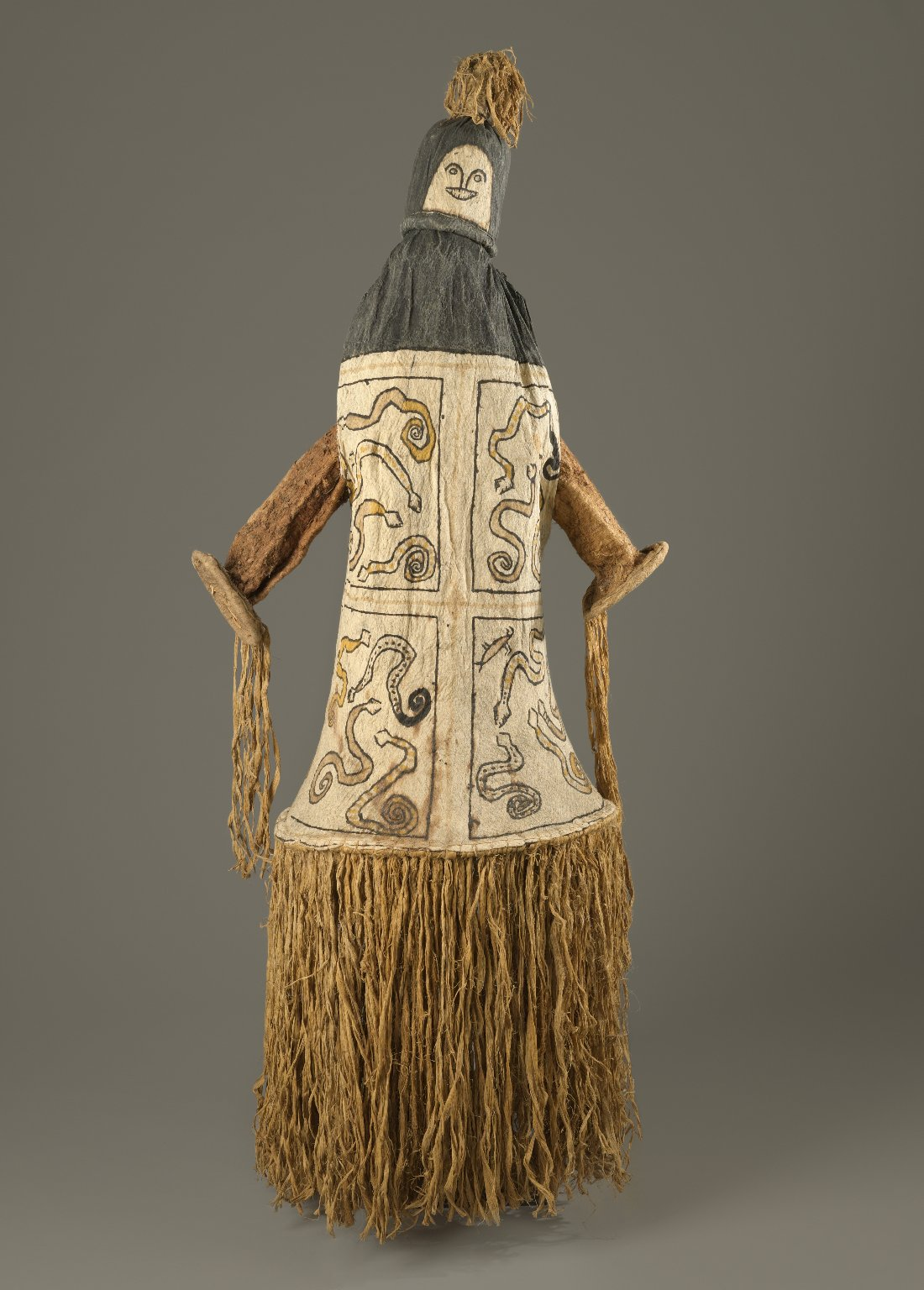
Máscara de dança do povo kubeo no século XX

Historicamente, os kubeos migraram dos Andes para o rio Apaporis, seguindo o rio Papuri até Yauaratê, no rio Vaupés, e posteriormente se estabeleceram nas margens do Vaupés. Com o tempo, mudaram-se para os afluentes Cuduyarí e Querarí. Durante a colonização colombiana, os grupos mais baixos na hierarquia social foram deslocados, enquanto os mais altos permaneceram firmes, embora influenciados pela cultura ocidental. Nos anos 70, houve um renascimento cultural, com a construção de novas malocas e a realização de danças para invocar os ancestrais. 
História da Língua e Documentação
A língua kubeo tem sido transmitida oralmente de geração em geração. O processo de documentação e estudo da língua começou de maneira mais sistemática no século 20, quando estudiosos começaram a investigar as línguas indígenas da região. A primeira classificação importante da língua kubeo dentro da família Tukano foi feita por Mason (1950), que a incluiu no subgrupo Tukano Oriental, reconhecendo suas relações com outras línguas faladas nas áreas vizinhas.
História do Ensino da Língua
O ensino da língua kubeo está intimamente relacionado aos esforços do povo kubeo para preservar sua identidade cultural e linguística. Tradicionalmente, o conhecimento e as histórias do povo kubeo eram transmitidos de forma oral, sem registros escritos formais. Contudo, com o avanço da educação formal e o aumento do reconhecimento das línguas indígenas, surgiram iniciativas para documentar e ensinar o kubeo de maneira estruturada.
Uma das principais iniciativas no ensino do kubeo foi o projeto "Kubai, o Encantado", que adaptou uma história tradicional do povo kubeo para a escrita. Esse projeto teve como objetivo não apenas preservar a língua, mas também tornar a língua kubeo acessível a crianças, para que as futuras gerações possam se conectar com sua herança cultural. Além disso, a história foi traduzida para outras línguas indígenas, como o Guarani e o Tukano, promovendo uma maior compreensão intercultural.

## Fonologia
Consoantes
O sistema consonantal da língua Kubeo apresenta, entre as plosivas, as vozeadas /b/ (bilabial) e /d/ (alveolar), além das surdas /p/ (bilabial), /t/ (alveolar), /tʃ/ (palatal) e /k/ (velar). Além disso, a língua possui, entre as continuantes: /w/ (labial-velar), /ð̝/ (dental), /j/ (palatal) e /h/ (glotal). Por fim, como flap/tap, se apresenta o /r/ (alveolar). 
|                      | Bilabial | Alveolar | Palatal | Velar | Glotal |
| Plosivas desvozeadas | p        | t        | t∫      | k     |        |
| Plosivas vozeadas    | b        | d        |         |       |        |
| Flap/Tap             |          | r        |         |       |        |
| Continuante          | w        | (ð̝)      | j       |       | h      |

Vogais
O sistema vocálico da língua Kubeo apresenta as seguintes vogais: nas posições frontais, a vogal /i/ (alta) e /e/ (média); nas posições centradas, a vogal /ɨ/ (alta); e nas posições posteriores, as vogais /u/ (alta) e /o/ (média). Além disso, há a vogal /a/ (baixa), que ocupa a posição central. O sistema vocalico é relativamente simples, com três alturas (alta, média e baixa) e três zonas de articulação (frontal, central e posterior).
|         | Anterior | Central | Posterior |
| Fechada | i        | ɨ       | u         |
| Média   | e        |         | o         |
| Aberta  |          | a       |           |

## Ortografia
A língua kubeo é baseada no alfabeto latino, com escrita horizontal, da esquerda para a direita e de cima para baixo.
Tabela de fonemas e grafemas do kubeo
| Fonemas                      | Grafemas         |
| /i/, /e/, /a/, /o/, /u/      | i, e, a, o, u    |
| /ĩ/, /ẽ/, /ã/, /õ/, /ũ/      | ĩ, ẽ, ã, õ, ũ    |
| /p/, /t/, /k/, /b/, /d/, /g/ | p, t, k, b, d, g |
| /s/, /h/                     | s, h             |
| /m/, /n/                     | m, n             |
| /l/, /r/                     | l, r             |

Diacríticos
Na língua kubeo, os diacríticos desempenham um papel fundamental na marcação da acentuação tônica e da nasalização. O acento agudo (  ́ ) é utilizado para indicar a acentuação tônica em uma sílaba, além de marcar uma tonalidade alta em algumas palavras. Por exemplo, em palavras como ú (preguiça), ó (planta) e má (caminho), o acento agudo destaca a sílaba tônica. Em palavras polissílabas, ele pode ser usado para identificar onde o estresse tônico ocorre, variando conforme a palavra. O acento grave ( ` ), por sua vez, é empregado para marcar uma tonalidade baixa ou estresse em sílabas com entonação mais baixa, como em à (cobra) e kò (fumaça), sendo importante para distinguir palavras que, sem os diacríticos, seriam homófonas, mas com significados diferentes dependendo da entonação. O til (~) é usado para indicar a nasalização das vogais, uma característica fonológica importante no Kubeo, como em bã (caminho) e kũ (verme da terra). A nasalização é marcada pelo til e é essencial para a correta pronúncia das palavras na língua. 

## Gramática

### Artigos definidos e indefinidos
O kubeo não possui uma categoria gramatical equivalente aos artigos definidos "o", "a", "os" e "as". Em vez disso, a especificidade de um substantivo é frequentemente indicada pelo uso de demonstrativos, como i= ("este/essa/isso") para referência próxima e ãdĩ= ("aquele/aquilo") para referência distante. Esses demonstrativos podem funcionar como determinantes quando usados antes de um substantivo, marcando a familiaridade ou identificação de um referente dentro do discurso. Dessa forma, a língua substitui a necessidade de artigos definidos por meio da estrutura demonstrativa.
Assim como ocorre com os artigos definidos, o kubeo não apresenta uma categoria própria para artigos indefinidos como "um" e "uma". No entanto, a ideia de indefinição pode ser expressa pelo pronome je=, que significa "algum, um" e pode ser combinado com classificadores para indicar gênero e número. Por exemplo, je=kɨ pode ser traduzido como "um (homem)", enquanto je=ko refere-se a "uma (mulher)". O plural animado pode ser marcado com je-dã, equivalente a "uns/alguns". A indefinição também pode ser sugerida pelo contexto da frase ou pelo uso de determinadas construções verbais que enfatizam a ausência de especificidade.

### Pronomes

#### Pronomes pessoais
Os pronomes pessoais em Kubeo são marcados por pessoa (1ª, 2ª e 3ª), número (singular/plural) e animacidade (animado/inanimado). A língua distingue pronomes masculinos e femininos na 3ª pessoa do singular, mas não há distinção de gênero no plural. 
| Pessoa             | Singular | Tradução  | Plural | Tradução                         |
| 1º Inclusiva       | ---      | ---       | bãhã   | "Nós (incluindo o interlocutor)" |
| 1º Exclusiva       | jɨ       | "Eu"      | jɨ̃hã   | "Nós (excluindo o interlocutor)" |
| 2º                 | bɨ̃       | "Tu/Você" | bɨ̃hã   | "Vocês"                          |
| 3º Animado (Masc.) | ɨ̃        | "Ele"     | dã     | "Eles/Elas (animados)"           |
| 3º Animado (Fem.)  | õ        | "Ela"     | dã     | "Eles/Elas (animados)            |

#### Pronomes possessivos
Os pronomes possessivos no kubeo são derivados de determinantes possessivos e podem ser usados de forma independente ou como proclíticos anexados ao substantivo possuído. O sistema inclui hi= ("meu/minha"), bĩ= ("teu/tua"), ɨ̃-i= ("seu/sua"), bãhẽ= ("nosso/nossa", inclusivo), jɨ̃hẽ= ("nosso/nossa", exclusivo), bɨ̃hẽ= ("vosso/vossa") e dẽ= ("deles/delas"). Em alguns casos, a posse na terceira pessoa pode ser expressa com o sufixo -i, como em õ-i=pakɨ ("o pai dela"). Esses possessivos podem aparecer tanto em construções nominais quanto em frases que enfatizam a relação de posse. 

#### Pronomes demonstrativos
O sistema de pronomes demonstrativos do kubeo distingue entre referências próximas e distantes, bem como entre diferentes tipos de substantivos. Para proximidade, usa-se i=, como em i=kaðawa ("esta prateleira"), enquanto ãdĩ= é usado para referência distante, como em ãdĩ=e ("aquela coisa"). Além disso, há variações para indicar categorias específicas de substantivos, como animados e inanimados. Os demonstrativos podem funcionar como determinantes ou como pronomes independentes, dependendo da estrutura da oração. 

#### Pronomes interrogativos
A língua kubeo possui um conjunto de pronomes interrogativos para perguntar sobre identidade, posse, localização e quantidade. O pronome jãbẽ significa "quem?" e pode ser usado em frases como jãbẽ-ba iko? ("Quem é ela?"). Para perguntar "o que?" ou "qual?", utiliza-se 'a, que pode variar dependendo do gênero e da animacidade do substantivo referenciado. Perguntas sobre localização usam ãrĩ ou aruka, como em aruka bĩ=pakɨ? ("Onde está teu pai?"). Já a ideia de quantidade é expressa por 'aipi=, equivalente a "quanto(s)/quantas". Esses pronomes podem apresentar variações morfológicas dependendo da estrutura da frase, e alguns, como jãbẽ, podem assumir o significado de "ninguém" em contextos negativos. 

### Conjugação verbal
A flexão verbal no kubeo é composta por quatro categorias principais: tempo, modo, aspecto e evidencialidade.
O sistema de tempo distingue entre presente, passado recente, passado remoto e futuro. O presente é marcado pelo sufixo -i e indica uma ação que ocorre no momento da fala, como em Jɨ̃ daka-i ("Eu estou dormindo"). Para o passado recente, utiliza-se -ka, enquanto o passado remoto recebe -bo. O futuro é expresso pelo sufixo -se, como em Jɨ̃ daka-se ("Eu vou dormir").
O modo verbal inclui pelo menos três categorias principais. O indicativo é usado para declarações de fatos, como em Jɨ̃ yɨ-ka ("Eu comi"). O imperativo expressa ordens ou comandos, como em Yɨ-se! ("Come!"). Já o modo hipotético (ou irrealis) é empregado para indicar possibilidade ou condição, sendo frequentemente combinado com a evidencialidade, como em Jɨ̃ yɨ-biko ("Eu devo ter comido").
O aspecto verbal expressa diferentes formas de apresentar uma ação. O aspecto pontual indica eventos momentâneos, como em Jɨ̃ yɨ-ka ("Eu comi"), enquanto o contínuo sugere uma ação em progresso, como em Jɨ̃ yɨ-biko ("Eu estou comendo"). O aspecto habitual expressa ações recorrentes, como em Jɨ̃ yɨ-dã ("Eu costumo comer").
Outro elemento central na conjugação verbal do Kubeo é a evidencialidade, que especifica a fonte da informação. Se o falante presenciou o evento, usa o sufixo -bi, como em Bia yɨ-bi ("Ele comeu, eu vi"). Caso a afirmação seja baseada em indícios, usa-se -biko, como em Bia yɨ-biko ("Ele deve ter comido"). Quando a informação vem de terceiros, emprega-se -re, como em Bia yɨ-re ("Dizem que ele comeu").

### Ordem da frase
A ordem padrão da oração em kubeo segue a estrutura Sujeito-Objeto-Verbo (SOV), o que significa que o sujeito aparece antes do objeto, e o verbo é colocado ao final da sentença. Um exemplo dessa estrutura é Mia õ-edake ãta ("O homem pegou o peixe"), onde Mia é o sujeito, ãta o objeto e õ-edake o verbo.
Apesar dessa tendência, a língua também permite variações, como a ordem Verbo-Sujeito-Objeto (VSO), que ocorre em alguns contextos discursivos específicos. Nessa configuração, o verbo aparece no início da oração, seguido do sujeito e do objeto, como em Õ-edake mia ãta ("Pegou o homem o peixe").
Outro aspecto notável da sintaxe Kubeo é a redundância no uso do sujeito. Muitas frases incluem tanto um substantivo quanto um pronome correspondente, reforçando a identidade do agente da ação. Esse fenômeno é observado em frases como Mia dã eda-ja-bã ("Os homens eles chegaram"), onde o pronome dã aparece ao lado do substantivo Mia. Além disso, elementos verbais, como advérbios e marcadores evidenciais, podem alterar a posição do verbo na oração.

### Alinhamento morfossintático
O kubeo segue um sistema de alinhamento nominativo-acusativo, no qual o sujeito de verbos transitivos e intransitivos recebe a mesma marcação, enquanto o objeto direto tem marcação distinta. 
Por exemplo, em uma oração intransitiva como Jɨ̃ daka ("Eu dormi"), o sujeito (Jɨ̃) não recebe uma marcação específica que o diferencie de seu uso em uma oração transitiva, como em Jɨ̃ ãta õ-edake ("Eu peguei o peixe"). Em ambas as frases, Jɨ̃ é o sujeito, enquanto ãta ocupa a posição de objeto direto na segunda oração. 
Esse tipo de alinhamento reforça o papel central do sujeito na estrutura gramatical do Kubeo. Como resultado, a língua prioriza a marcação do sujeito como categoria gramatical principal, mantendo uma distinção clara entre o sujeito e o objeto na oração. 

## Vocabulário

### Numerais
O sistema numérico do kubeo é baseado em duas raízes principais: kuidã para “um” e pɨka para “dois”. A partir dessas bases, os números “três” e “quatro” são expressos por formas mais complexas. O numeral jobekɨ significa “três” e parece ter se originado de uma construção negativa que indicava a ausência de algo. Já jowaikɨwai, que significa “quatro”, tem origem em uma estrutura que sugere a ideia de algo que está acompanhado ou emparelhado.
Para o número “cinco”, o kubeo utiliza uma expressão descritiva: kuidã #pɨrɨ=pe, que pode ser traduzida como “como uma mão”, sugerindo um sistema de contagem baseado nos dedos.
Os numerais também variam de acordo com o tipo de substantivo ao qual estão associados. Para seres animados, a palavra para “um” pode ser kuidã=ko quando se refere a algo feminino, kuidã=kɨ quando se refere a algo masculino e kuidã=wɨ para indicar um grupo ou coletivo, como uma família ou um grupo de animais. Já os números seguintes seguem a mesma lógica: pɨka-dã significa “dois seres animados”, jobekɨ-di=wɨ é “três seres animados” e jowaikɨwai=wɨ representa “quatro seres animados”.
Para objetos inanimados, o kubeo utiliza um marcador especial. Assim, kuina=dõ significa “uma coisa” e pɨka=dõ-a significa “duas coisas” ou “dois lugares”. Além disso, há classificadores específicos para conjuntos ou agrupamentos de objetos, como kuidã=kũ (“um cacho” ou “um grupo de coisas”) e pɨka=kũ-a (“dois cachos” ou “dois grupos de coisas”).
Por fim, quando a numeração se aplica a grupos, utiliza-se a palavra jahubo (“grupo”), formando expressões como kuidã jahubo (“um grupo”), pɨka jahubo (“dois grupos”), jobekɨ-di jahubo (“três grupos”) e jowaikɨwai jahubo (“quatro grupos”). 
| Número | Forma                                             |
| ------ | ------------------------------------------------- |
| 1      | kuina=dõ ("uma coisa, um lugar")                  |
| 2      | pɨka=dõ-a ("duas coisas, dois lugares")           |
| 3      | jobekɨ=dõ-a ("três coisas, três lugares")         |
| 4      | jowaikɨwai=dõ-a ("quatro coisas, quatro lugares") |

| Número | Forma com Classificador (*-kũ*)                            | Forma com "jahubo" (grupo)          |
| ------ | ---------------------------------------------------------- | ----------------------------------- |
| 1      | kuidã=kũ ("um cacho, um grupo de coisas")                  | kuidã jahubo ("um grupo")           |
| 2      | pɨka=kũ-a ("dois cachos, dois grupos de coisas")           | pɨka jahubo ("dois grupos")         |
| 3      | jobekɨ-di=kũ-a ("três cachos, três grupos de coisas")      | jobekɨ-di jahubo ("três grupos")    |
| 4      | jowaikɨwai=kũ-a ("quatro cachos, quatro grupos de coisas") | jowaikɨwai jahubo ("quatro grupos") |

### Trecho de Livro
Na Bíblia em kubeo, Mateus 6:33 diz "Ʉbenita vojarã mʉja iye Jʉ̃menijicʉi jaboteinoquede, mʉje d̶aiyʉe boje mearore yópe ʉ̃i d̶aicõjeiyepe. Aru Jʉ̃menijicʉ jícʉyʉme mʉje ãrajiyede, mʉje ũcurajiyede, aru cuitótecajeare máre". Sua tradução para o português é "Buscai primeiro o Reino de Deus, e a sua justiça, e todas essas coisas vos serão acrescentadas".